# Raymond Hild
Raymond Hild, surnommé Max Hild, né le 4 décembre 1932 à Weyersheim et mort le 26 mars 2014 à Brumath, est un joueur de football amateur, entraîneur et dirigeant français de football.

## Biographie
Raymond Hild commence sa carrière d'entraîneur à Mutzig en 1966-1967. Il rejoint les Pierrots Vauban de Strasbourg en 1974-1975 et le SR Haguenau en 1977-1978, club avec lequel il participe au championnat de France de football D2 1977-1978. 
La saison suivante, il prend en main le centre de formation du RC Strasbourg. En septembre 1980, il remplace Gilbert Gress et reprend un poste d'entraîneur au RC Strasbourg. Raymond Hild est de nouveau directeur du centre de formation du Racing à partir de novembre 1981. Il change de club en 1984 et devient directeur sportif du FC Mulhouse jusqu'en 1991, où il prend le poste de directeur sportif au RC Strasbourg jusqu'à la saison 1996-1997.
Dans son autobiographie, Arsène Wenger considère Max Hild comme « un père de football et [son] modèle ».
Raymond Hild meurt le 26 mars 2014, des suites d’un arrêt cardiaque.